# Coenonycha fusca
Coenonycha fusca är en skalbaggsart som beskrevs av Mcclay 1943. Coenonycha fusca ingår i släktet Coenonycha och familjen Melolonthidae. Inga underarter finns listade i Catalogue of Life.